# 森热斯
森热斯是巴西巴拉那州的一个市镇。总面积1366.628平方公里，总人口20213人，人口密度14.8人/平方公里。